# Linia kolejowa 109 Debrecen – Tiszalök
Linia kolejowa 109 Debrecen – Tiszalök – linia kolejowa na Węgrzech. Jest to linia jednotorowa, nie zelektryfikowana. 

## Historia
Linia była budowana w kilku etapach w latach 1884-1897.